# Pedro Neto
Pedro Lomba Neto (* 9. března 2000 Viana do Castelo) je portugalský profesionální fotbalista, který hraje na pozici křídelníka za anglický klub Chelsea FC a za portugalský národní tým.
Svou kariéru zahájil v Braze, která ho v létě 2017 zapůjčila italskému Laziu Řím. V roce 2019 podepsal smlouvu s Wolverhamptonem Wanderers.
Neto, bývalý mládežnický reprezentant, debutoval v portugalské reprezentaci v listopadu 2020 a hned ve svém prvním zápase skóroval.

## Klubová kariéra

### Braga
Narodil se ve Viana do Castelo a ve věku 13 let se Neto připojil k mládeži SC Braga. 7. května 2017, ještě jako junior, zažil profesionální debut v rezervním týmu, když nastoupil jako náhradník do druhé poloviny zápasu proti FC Porto B v Segunda Lize. Následující víkend skóroval, ve svém prvním soutěžním zápase za A-mužstvo, po pouhých několika minutách na hřišti, čímž pomohl hostům porazit již sestupující CD Nacional 4:0 a stal se vůbec nejmladším střelcem klubu v soutěži.
Dne 31. srpna 2017 byl Neto se svým spoluhráčem Brunem Jordãem zapůjčeni na dva roky do italského Lazia s možností následného odkoupení za 26 milionů eur za oba hráče. Svůj první zápas v Serii A odehrál až 27. ledna 2019, když v poslední minutě domácí porážky s Juventusem vystřídal Bastose.

### Wolverhampton Wanderers
2. srpna 2019 podepsal Neto smlouvu s Wolverhamptonem. Debutoval o dvanáct dní později ve druhém zápase třetího předkola Evropské ligy UEFA proti Pjuniku Jerevan; v zápase skóroval a také asistoval Morganu Gibbsovi-Whiteovi při domácím vítězství 4:0 (celkem 8:0). Jeho první zápas v Premier League přišel o několik dní později, když v závěru zápasu proti Manchesteru United nahradil svého krajana Dioga Jotu.
Neto poprvé nastoupil v základní sestavě v lize 28. září 2019, když asistoval při úvodním gólu Matta Dohertyho při vítězství 2:0 nad Watfordem na Molineux. Poté, co VAR při zápase proti Liverpoolu 29. prosince kontroverzně neuznal jeho branku, která by byla jeho prvním gólem v soutěži, skóroval v dalším zápase při prohře 2:1 proti Watfordu a stal se tak prvním teenagerem ve Wolverhamptonu, kterému se podařilo vstřelit branku v Premier League.
4. října 2020 vstřelil Neto svůj první ligový gól v sezóně 2020/21 při domácí výhře 1:0 nad Fulhamem. O měsíc později prodloužil smlouvu v týmu až do roku 2025.
Neto byl zvolen hráčem utkání v ligovém zápase proti Arsenalu 29. listopadu 2020, ve kterém skóroval a později asistoval u branky Daniela Podence, jeho zásluhou Wolves vyhráli 2:1 a poprvé od roku 1979 získali na severu Londýna tři body. 9. dubna 2021 v zápase Premier League proti Fulhamu utrpěl zranění kolena, kvůli kterému byl nucen vynechat zbytek sezóny.

### Chelsea
11. srpna 2024 se Neto přestěhoval do Chelsea a podepsal s ní sedmiletou smlouvu. Přestup měl mít hodnotu 60 milionů eur a 3 miliony eur jako potenciální bonusy.

## Reprezentační kariéra
5. září 2019, ve věku 19 let, odehrál Neto svůj první zápas za Portugalskou reprezentaci do 21 let, když odehrál první polovinu zápasu proti Gibraltaru v kvalifikačním zápase na Mistrovství Evropy 2021, který se odehrál v Alvercu do Ribatejo.
5. listopadu 2020 byl poprvé povolán do seniorského týmu na zápasy proti Andoře a Francii. Debutoval 11. listopadu při domácím vítězství 7:0 nad prvním jmenovaným a vstřelil i svůj první gól v reprezentačním dresu. Stal se tak prvním hráčem narozeným po roce 2000, který reprezentoval Portugalsko.

## Osobní život
Netův strýc, Sérgio Lomba, byl také fotbalista.

## Statistiky
K zápasu odehranému 19. května 2024
| Klub                    | Sezóna          | Liga            | Liga   | Liga | Národní pohár | Národní pohár | Ligový pohár | Ligový pohár | Evropské poháry | Evropské poháry | Ostatní | Ostatní | Celkem | Celkem |
| Klub                    | Sezóna          | Liga            | Zápasy | Góly | Zápasy        | Góly          | Zápasy       | Góly         | Zápasy          | Góly            | Zápasy  | Góly    | Zápasy | Góly   |
| ----------------------- | --------------- | --------------- | ------ | ---- | ------------- | ------------- | ------------ | ------------ | --------------- | --------------- | ------- | ------- | ------ | ------ |
| Braga                   | 2016/17         | Primeira Liga   | 2      | 1    | 0             | 0             | 0            | 0            | 0               | 0               | —       | —       | 2      | 1      |
| Braga                   | 2017/18         | Primeira Liga   | 1      | 0    | 0             | 0             | 0            | 0            | 0               | 0               | —       | —       | 1      | 0      |
| Braga                   | Celkem          | Celkem          | 3      | 1    | 0             | 0             | 0            | 0            | 0               | 0               | —       | —       | 3      | 1      |
| Lazio (host.)           | 2017/18         | Serie A         | 0      | 0    | 0             | 0             | —            | —            | 0               | 0               | —       | —       | 0      | 0      |
| Lazio (host.)           | 2018/19         | Serie A         | 4      | 0    | 1             | 0             | —            | —            | 0               | 0               | —       | —       | 5      | 0      |
| Lazio (host.)           | Celkem          | Celkem          | 4      | 0    | 1             | 0             | —            | —            | 0               | 0               | —       | —       | 5      | 0      |
| Wolverhampton Wanderers | 2019/20         | Premier League  | 29     | 3    | 2             | 0             | 2            | 0            | 11              | 2               | —       | —       | 44     | 5      |
| Wolverhampton Wanderers | 2020/21         | Premier League  | 31     | 5    | 3             | 0             | 1            | 0            | —               | —               | —       | —       | 35     | 5      |
| Wolverhampton Wanderers | 2021/22         | Premier League  | 13     | 1    | 0             | 0             | 0            | 0            | —               | —               | —       | —       | 13     | 1      |
| Wolverhampton Wanderers | 2022/23         | Premier League  | 18     | 0    | 0             | 0             | 1            | 0            | —               | —               | —       | —       | 19     | 0      |
| Wolverhampton Wanderers | 2023/24         | Premier League  | 20     | 2    | 4             | 1             | 0            | 0            | —               | —               | —       | —       | 24     | 3      |
| Wolverhampton Wanderers | Celkově         | Celkově         | 111    | 11   | 9             | 1             | 4            | 0            | 11              | 2               | —       | —       | 135    | 14     |
| Chelsea                 | 2024/25         | Premier League  | 0      | 0    | 0             | 0             | 0            | 0            | 0               | 0               | 0       | 0       | 0      | 0      |
| Kariéra celkově         | Kariéra celkově | Kariéra celkově | 118    | 12   | 10            | 1             | 4            | 0            | 11              | 2               | 0       | 0       | 143    | 15     |

### Reprezentační
K 26. červnu 2024
| Portugalsko | Portugalsko | Portugalsko |
| Rok         | Zápasy      | Góly        |
| ----------- | ----------- | ----------- |
| 2020        | 1           | 1           |
| 2021        | 2           | 0           |
| 2023        | 2           | 0           |
| 2024        | 5           | 0           |
| Celkem      | 10          | 1           |

### Reprezentační góly
K zápasu odehranému 30. března 2021. Skóre a výsledky Portugalska jsou vždy zapisovány jako první
| Gól | Zápas | Datum              | Místo                                | Soupeř  | Skóre | Výsledek | Soutěž          |
| --- | ----- | ------------------ | ------------------------------------ | ------- | ----- | -------- | --------------- |
| 1.  | 1.    | 11. listopadu 2020 | Estádio da Luz, Lisabon, Portugalsko | Andorra | 1:0   | 7:0      | Přátelský zápas |